# 성덕고등학교 (서울)
성덕고등학교(成德高等學校)는 대한민국 서울특별시 강동구 천호동에 있는 사립 고등학교이다.

## 학교 연혁
- 1976년 6월 1일 : 학교법인 양석학원 설립 인가
- 1976년 12월 28일 : 위례여자상업고등학교 설립 인가
- 1977년 3월 4일 : 개교 및 입학식
- 1977년 9월 8일 : 설립자 서성환 초대 이사장 취임
- 1978년 1월 1일 : 초대 교장 오경인 선생 취임
- 1978년 5월 11일 : 법인명을 학교법인 태평양학원으로, 학교명을 성덕여자상업고등학교로 변경
- 2003년 5월 9일 : 제2대 서영배 이사장 취임
- 2011년 10월 17일 : 일반고 계열 개편 인가
- 2013년 3월 4일 : 성덕고등학교 개교 및 입학식(남 138명, 여 121명)
- 2022년 2월 11일 : 성덕고등학교 제42회 졸업식 (졸업생 238명)
- 2022년 3월 2일 : 제14대 이향식 교장 취임
- 2022년 3월 2일 : 성덕고등학교 제45회 입학식

## 참고 자료
- 성덕고등학교 - 한국교육학술정보원 학교알리미